# Armstrong (Oklahoma)
Armstrong és un poble dels Estats Units a l'estat d'Oklahoma. Segons el cens del 2000 tenia 141 habitants.

## Demografia
Segons el cens del 2000, Armstrong tenia 141 habitants, 54 habitatges, i 36 famílies. La densitat de població era de 604,9 habitants per km².
Dels 54 habitatges en un 37% hi vivien nens de menys de 18 anys, en un 57,4% hi vivien parelles casades, en un 3,7% dones solteres, i en un 33,3% no eren unitats familiars. En el 20,4% dels habitatges hi vivien persones soles el 9,3% de les quals corresponia a persones de 65 anys o més que vivien soles. El nombre mitjà de persones vivint en cada habitatge era de 2,61 i el nombre mitjà de persones que vivien en cada família era de 3,11.
Per edats la població es repartia de la següent manera: un 27% tenia menys de 18 anys, un 2,8% entre 18 i 24, un 35,5% entre 25 i 44, un 21,3% de 45 a 60 i un 13,5% 65 anys o més.
L'edat mediana era de 35 anys. Per cada 100 dones de 18 o més anys hi havia 94,3 homes.
La renda mediana per habitatge era de 27.292 $ i la renda mediana per família de 30.556 $. Els homes tenien una renda mediana de 20.833 $ mentre que les dones 18.125 $. La renda per capita de la població era de 12.765 $. Entorn del 5,6% de les famílies i el 16,2% de la població estaven per davall del llindar de pobresa.

## Poblacions més properes
El següent diagrama mostra les poblacions més properes.